# 松本健太
松本 健太（まつもと けんた、1984年9月3日 - ）は、日本の男性声優。沖縄県出身。東京俳優生活協同組合所属。

## 来歴
以前はT-project（現クオラス）に所属していた。2009年から東京俳優生活協同組合に所属。

## 人物
声種はハイバリトン。方言は沖縄弁。
特技は人形、着ぐるみ操演、唇ラッパ。趣味は映画鑑賞（年間約200本）。
免許・資格は漢検準2級。
2人兄弟の次男で、兄がいる。

## 出演
太字はメインキャラクター。

### テレビアニメ
2011年
- お兄ちゃんのことなんかぜんぜん好きじゃないんだからねっ!!（山代拓実）

2012年
- クレヨンしんちゃん（2012年 - 2025年、男C、怪人ピンポンダッシュ、信号機ロボ、ムシバ怪人、イモムッシー 他）
- 好きっていいなよ。（編集者）
- ドラえもん（テレビ朝日版第2期）（2012年 - 2024年、オニ、オークション司会、トメ吉、ミュータント、ズキンアザラシ 他）
- パパのいうことを聞きなさい!
- ブラック★ロックシューター（救急隊員、男子生徒A）
- 名探偵コナン（2012年 - 2019年、生徒、SIT隊員、鑑識、窃盗犯、中道 他）
- もやしもん リターンズ（部員A、会長）
- リトルバスターズ!（男子生徒E）

2013年
- アイカツ!（2013年 - 2016年、徳井十九、カメラマン、実況、記者、司会者 他）
- AKB0048 next stage（観客B）
- がんばれ!おでんくん（2013年 - 2014年、ちくわくん、エノソン、アク太郎、ウイルス兄、モンスター 他）
- 世界でいちばん強くなりたい!（SDファン）
- とある科学の超電磁砲S（所員、黒服、掃除係、運転手、研究者）

2014年
- Wake Up, Girls!（2014年 - 2018年、店長、屋沢良、バンドメンB、番組D） - 2シリーズ
- M3〜ソノ黒キ鋼〜（研究員、大将、ドライバー、オペレーターA、自衛隊員B、学者A）
- 最近、妹のようすがちょっとおかしいんだが。（自転車部部長、車内放送）
- ジョジョの奇妙な冒険 スターダストクルセイダース（水夫、水夫A）
- 白銀の意思 アルジェヴォルン（通信兵）
- 神撃のバハムート GENESIS（民衆、騎士）
- ストライク・ザ・ブラッド（司会者）
- selector infected WIXOSS（ライター）
- 戦国BASARA Judge End（安兵衛、武田兵、織田残党、徳川兵、豊臣兵）
- となりの関くん（審判）
- ノーゲーム・ノーライフ（民衆）
- 少年ハリウッド -HOLLY STAGE FOR 49-（内野静一、司会者）
- ノブナガ・ザ・フール（声C）
- ノブナガン（戴宗、パイロット）
- FAIRY TAIL（ネッパー）
- ブラック・ブレット（アナウンサー、民警B）
- 僕らはみんな河合荘（痴漢男）
- マギ（アシュタロス）
- 魔弾の王と戦姫（農夫、男、貴族、兵士）

2015年
- アルドノア・ゼロ（技術士、連合軍兵士）
- 神様はじめました◎（神堕ちC、文ヶ枝三神、平天狗、平天狗A）
- 探偵歌劇ミルキィホームズTD（黒服B）

2016年
- アイカツスターズ!（2016年 - 2018年、デーブ佐東、船員、船長、徳井十九） - 2シリーズ
- タイムボカン24（殿様）
- ぴったんこ!ねこざかな（2016年 - 2020年、さかなくん） - 2シリーズ

2017年
- デジモンユニバース アプリモンスターズ（パズルモン）
- AKIBA'S TRIP -THE ANIMATION-（友人、報道官）
- 100%パスカル先生（ジェット機パスカル）
- 活撃 刀剣乱舞
- いぬやしき（ホームアナウンス）

2018年
- 三ツ星カラーズ（男性、青年、菓子屋の店主）
- 働くお兄さん!（マゼランペンギン、アメリカビーバー）
- ぐらんぶる（店主）

2019年
- スター☆トゥインクルプリキュア（マギー）
- 川柳少女（ナッキー）
- アイカツオンパレード!（船員）

2020年
- 忍たま乱太郎（2020年 - 2022年、穴馬条件、忍者、曲者）
- GREAT PRETENDER（客）

2021年
- アイカツプラネット!（王子）
- 出会って5秒でバトル（レッドドラゴン豊田）

2025年
- シャングリラ・フロンティア（ポーター）
- 沖縄で好きになった子が方言すぎてツラすぎる（比嘉、エイサー男性司会、クラスメイト、豆腐屋、喜屋武のおじぃ）

### 劇場アニメ
2012年
- BUTA（オニー・オコゼイ）

2014年
- アルモニ（吉田）
- 劇場版 アイカツ!（徳井十九）
- モーレツ宇宙海賊 ABYSS OF HYPERSPACE -亜空の深淵-

2016年
- アイカツ! 〜ねらわれた魔法のアイカツ!カード〜（スタッフ）
- 劇場版 アイカツスターズ!（デーブ佐東）

2020年
- クレヨンしんちゃん 激突! ラクガキングダムとほぼ四人の勇者（責める市民）
- STAND BY ME ドラえもん 2（中学生）

2021年
- クレヨンしんちゃん 謎メキ!花の天カス学園（コモドドラゴン）

2022年
- 名探偵コナン ハロウィンの花嫁（刑事）
- 機動戦士ガンダム ククルス・ドアンの島（オルセン）

### OVA
- ハンツー×トラッシュ（2015年 - 2016年、中島[15][16][17]） - コミック第8・10・11巻DVD付き限定版

### Webアニメ
- クレヨンしんちゃん外伝 おもちゃウォーズ（2016年、ネズミ、サメ）
- あたしンちNEXT（2024年、TVアナウンサー）

### ゲーム
- イースVI（エルンスト、ケビン、ロムン兵）
- クレヨンしんちゃん 嵐を呼ぶ カスカベ映画スターズ!（2014年、撮影スタッフ）
- アイカツ! フォトonステージ!!（2016年、徳井十九、デーブ佐東）
- ヤマトクロニクル創世（2016年、尚巴志、子供、カメ[18]）
- 逆転オセロニア（2017年、ランドタイラント、グラスムンチャー）
- クイズRPG 魔法使いと黒猫のウィズ（2019年、グレン・ヤニングス[19]）
- モンスターストライク（2022年 - 2023年、ドンドンシーサーズ[20]、ワッタァ・メーカー[21]）

### ドラマCD
- Yo-Jin-Bo
- TVアニメ/データカードダス『アイカツ!』&『アイカツスターズ!』スペシャルドラマCD（2018年、徳井十九）

### ボイスドラマ
- NISSAN あ、安部礼司〜BEYOND THE AVERAGE
- 僕らの恋愛カタログ
- ウルトラマンゼット&ゼロ ボイスドラマ（2020年、サンダーダランビア〈SD〉）

### 吹き替え

#### 映画
- WE ARE YOUR FRIENDS ウィー・アー・ユア・フレンズ（スクワレル）
- her/世界でひとつの彼女（エイリアン〈少年〉）
- バッド・マイロ!（マイロ）
- ミスター・サンタを探して

#### ドラマ
- CSI:10 科学捜査班
- 光と影

#### テレビ番組
- セサミストリート（エルモ）※テレビ東京版・YouTube版
  - セサミストリート: エルモサイズ[22]
  - セサミストリート: エルモ・ビジッツ・ザ・ドクター [23]
  - セサミストリート: エルモズ・マジック・クックブック [24]
  - エルモのクリスマス ※DVD版 [25]
  - エルモズワールド
  - セサミストリート: エルモのおうちで遊ぼう

#### アニメ
- アウルハウス（キング、フーティ）[26]
- カード・バトルZERO（サツマイモ）
- トムとジェリー ショー（フランケンシュタイン博士、ネズミ）
- ハルク：スマッシュ・ヒーローズ（ドラフ）
- ピンパ
- マーベル アベンジャーズ・アッセンブル（エイリアン）
- モンスター・ビーチにようこそ（ホダッド）

### 特撮
2013年
- ウルトラマンギンガ（ウルトラマンタロウ〈SD〉少年時代の声）
  - スパークドールズ劇場（超合成獣サンダーダランビア〈SD〉の声）
  - 新ウルトラマン列伝（超合成獣サンダーダランビア〈SD〉の声）
  - ウルトラマンギンガ 劇場スペシャル「スパークドールズ劇場」（超合成獣サンダーダランビア〈SD〉の声）

2014年
- ウルトラマンギンガ 劇場スペシャル ウルトラ怪獣☆ヒーロー大乱戦!「スパークドールズ劇場」（超合成獣サンダーダランビア〈SD〉の声）

2015年
- ウルトラマンX（高速宇宙人クワイラの声）
- 劇場版 ウルトラマンギンガS 決戦!ウルトラ10勇士!!（ウルトラマンマックスの声）

2016年
- ウルトラマンオーブ（ゼットン星人マドックの声）

2017年
- ウルトラマンジード（ジードライザー〈怪獣カプセル〉音声、情報屋〈レキューム人〉の声）

2020年
- ウルトラギャラクシーファイト（2020年 - 2022年、ウルトラセブン21の声） - 2シリーズ

### 舞台
- 隠れ銀山に血煙が舞う
- 水への愛の詩（長老）
- Yo-Jin-Bo
- 恋愛クロスロード

### パチンコ
- パチンコ音声「空手バカ一代」

### 人形劇
- 項羽と劉邦 はるかなる大地（趙高）

### テレビ番組
- いないいないばあっ!（ゴットン）
- きんだーてれび 金曜コーナー「きん☆モニ」（さかな）（2018年10月5日 - 、テレビ東京系）
- 放送大学「日本語リテラシー」（マーくん）

### シリーズ一覧
1. ↑  第1期（2014年）、第2期『新章』（2017年 - 2018年）
2. ↑  第1部（2016年 - 2017年）、第2部（2017年 - 2018年）
3. ↑  第1期（2016年 - 2017年）、第2期『ぴったんこ!!ねこざかな』（2017年 - 2020年）
4. ↑  第2作『大いなる陰謀』（2020年）、第3作『運命の衝突』（2021年 - 2022年）